# 1 de janeiro
1 ou 1.º de janeiro é o 1.º dia do ano no calendário gregoriano. Faltam 364 dias para acabar o ano (365 em anos bissextos).
Esta data é o Dia Mundial da Paz, além de Dia da Fraternidade Universal, sendo assim, um feriado internacional, adotado por quase todas as nações do planeta. Neste dia, tomam posse os presidentes do Brasil e da Suíça, sendo que no caso do Brasil, também tomam posse os governadores.

## Eventos históricos

### Anteriores ao século XIX
- 153 a.C. — Pela primeira vez, os cônsules romanos começam seu ano no cargo em 1 de janeiro.
- 45 a.C. — O calendário juliano entra em vigor como o calendário civil da República Romana, estabelecendo 1 de janeiro como a nova data do novo ano.
- 42 a.C. — O senado romano deifica postumamente o ditador Júlio César.
- 0193 — O senado romano escolhe Pertinax contra sua vontade para suceder Cômodo como imperador romano.
- 0404 — São Telêmaco tenta impedir uma luta de gladiadores em um anfiteatro romano e acaba sendo apedrejado até a sua morte pela plateia. Esse ato impressionou o imperador cristão Honório, que baniu as lutas de gladiadores.
- 0417 — O imperador Honório obriga Gala Placídia a casar-se com Constâncio, seu famoso general (magister militum).
- 1001 — O príncipe Estêvão I da Hungria é nomeado o primeiro rei da Hungria pelo Papa Silvestre II.
- 1068 — Romano IV Diógenes casa com Eudócia Macrembolitissa e é coroado Imperador Romano Oriental (Bizantino na historiografia moderna).
- 1259 — Miguel VIII Paleólogo é proclamado coimperador do Império de Niceia.
- 1438 — Alberto II de Habsburgo é coroado rei da Hungria.
- 1502 — Navegadores portugueses exploram a Baía da Guanabara e confundem-na com a foz de um rio, chamando-a de Rio de Janeiro, por sua vez, o nome da atual segunda cidade mais populosa do Brasil.
- 1515 — Francisco, Duque da Bretanha, aos vinte anos de idade, assume o trono francês após a morte de seu sogro, Luís XII.
- 1527 — Nobres croatas elegem Fernando I da Áustria como o rei da Croácia.
- 1600 — Escócia reconhece 1 de janeiro como o começo do ano, em vez do 25 de março.
- 1651 — Carlos Stuart, então Príncipe de Gales e Duque de Rothesay é coroado rei da Escócia, adotando o nome de Carlos II.
- 1700
  - Um forte sismo atingiu a Galileia, então controlada pelo Egito. Seu epicentro foi ao norte da cidade de Safed (atual Israel).
  - A Rússia começa a usar a era Anno Domini em vez da era Anno Mundi do Império Bizantino.
- 1707 — O então príncipe do Brasil, João Francisco António José Bento Bernardo de Bragança, é coroado rei de Portugal e Algarves em Lisboa. Adota o nome real de João V.
- 1739 — Ilha Bouvet, a ilha mais remota do mundo é descoberta pelo explorador francês Jean-Baptiste Charles Bouvet de Lozier.
- 1763 — Os governadores-gerais do então Estado do Brasil passaram a ostentar ininterruptamente o título de "vice-rei", o qual já tinha sido anteriormente atribuído, mas apenas de forma pontual e sem continuidade.
- 1788 — Publicada a primeira edição do jornal The Times de Londres, anteriormente The Daily Universal Register.

### Século XIX
- 1801

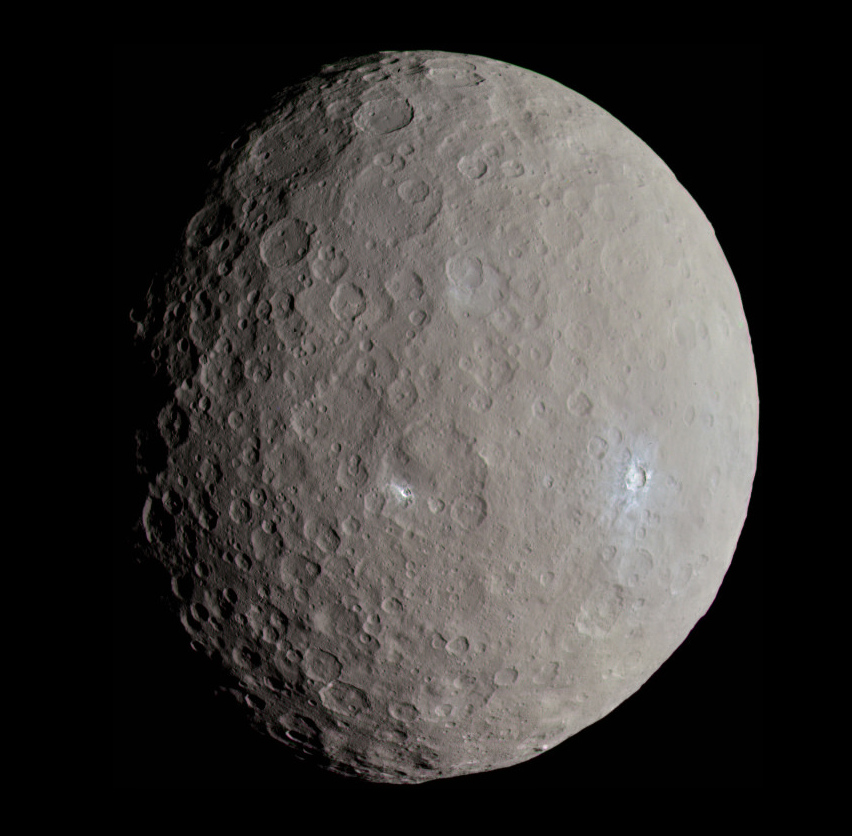
1801: Descoberta de Ceres.

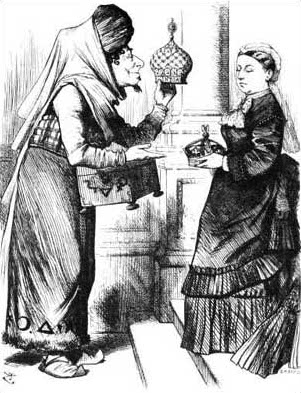
1877: A Rainha Vitória é proclamada Imperatriz da Índia.

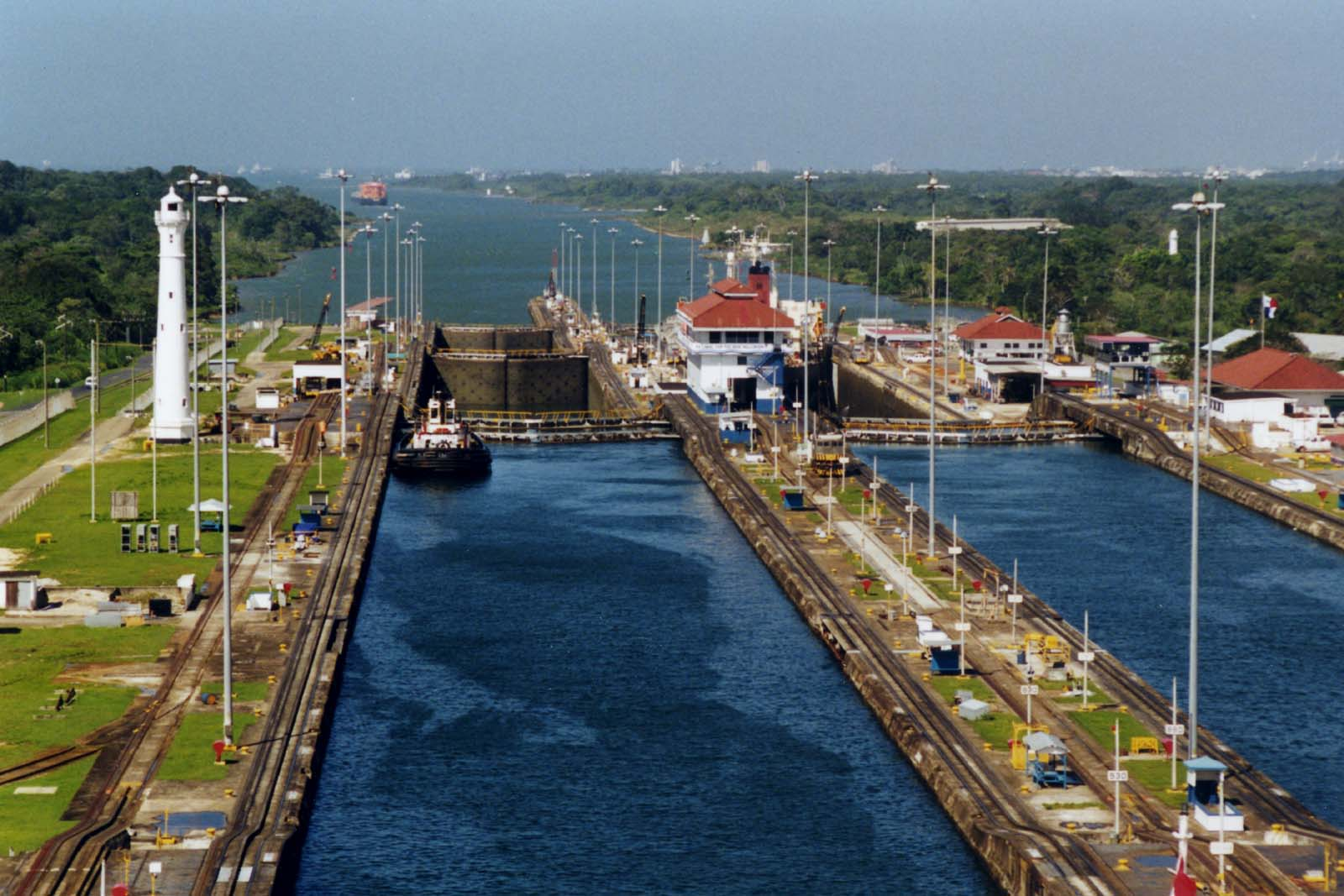
1880: Início da construção do Canal do Panamá por Ferdinand de Lesseps.

  - A união legislativa do Reino da Grã-Bretanha e do Reino da Irlanda é concluída para formar o Reino Unido da Grã-Bretanha e Irlanda.
  - Ceres, o maior e primeiro objeto conhecido no cinturão de asteroides, é descoberto por Giuseppe Piazzi.
- 1804 — Termina o domínio francês no Haiti. O Haiti se torna a primeira república negra e o segundo país independente na América do Norte depois dos Estados Unidos.
- 1806 — Abolido o calendário revolucionário francês.
- 1834 — A maior parte dos estados alemães formam a união aduaneira de Zollverein, a primeira união desse tipo entre Estados soberanos.
- 1861 — Forças liberais que apoiam Benito Juárez entram na Cidade do México.
- 1863 — Guerra Civil dos Estados Unidos: a Proclamação de Emancipação torna-se efetiva em todo o território confederado.
- 1877 — Rainha Vitória do Reino Unido é proclamada Imperatriz da Índia.
- 1880 — Início da construção do Canal do Panamá por Ferdinand de Lesseps.
- 1885 — Vinte e cinco nações adotam a proposta de Sandford Fleming para a hora legal (e também para os fusos horários).
- 1890 — Inicia-se a colonização da Eritreia pelo governo italiano.
- 1892 — Ilha Ellis começa a receber imigrantes para os Estados Unidos.
- 1899 — Termina o domínio espanhol em Cuba.

### Século XX

#### 1900-1950
- 1901

1912: Forma-se a República da China.

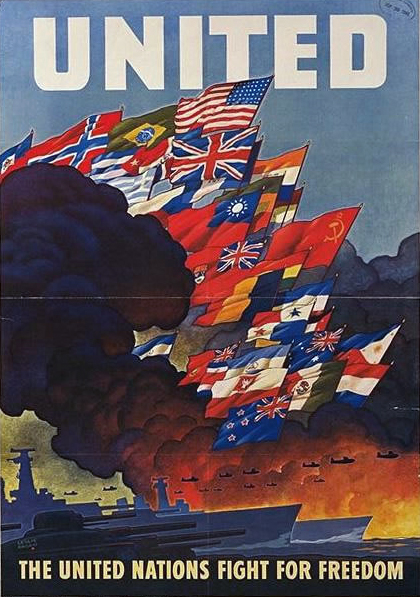
1942: Assinada a Declaração das Nações Unidas por vinte e seis nações.

1946: Extinção da Força Expedicionária Brasileira (FEB).

  - Nigéria se torna um protetorado britânico.
  - As colônias britânicas de Nova Gales do Sul, Queenslândia, Vitória, Austrália Meridional, Tasmânia e Austrália Ocidental constituem a federação da Austrália; Edmund Barton é nomeado seu primeiro-ministro.
- 1912 — Forma-se a República da China.
- 1917 — O primeiro Código Civil brasileiro, entrou em vigor e que foi a primeira lei a grafar o nome Brasil com a letra S.
- 1927 — Entra em vigor a nova legislação mexicana do petróleo, levando à eclosão formal da Guerra Cristera.
- 1934
  - Ilha de Alcatraz, na Baía de São Francisco, se torna uma prisão federal dos Estados Unidos.
  - Alemanha nazista aprova a "Lei para a Prevenção de Descendentes Geneticamente Doentes".
- 1939
  - Terceiro Reich
    - São proibidos os judeus de trabalhar com alemães.
    - A Lei de Proteção da Juventude foi aprovada em 30 de abril de 1938 e o Regulamento do Horário de Trabalho entrou em vigor.
    - A obrigação das pequenas empresas de manter uma contabilidade adequada entrou em vigor.
    - O decreto de mudança de nome dos Judeus entrou em vigor.

  - O resto do mundo
    - Na Espanha, torna-se um dever de todas as jovens com menos de 25 anos completar o serviço de trabalho obrigatório por um ano.
    - Primeira edição do Concerto de Ano Novo de Viena.
    - Lançamento do terceiro plano de cinco anos soviético.[1]
    - A empresa de tecnologia e fabricação de instrumentos científicos Hewlett-Packard, foi fundada em uma garagem de Palo Alto, Califórnia, por William (Bill) Hewlett e David Packard.
    - Sydney, na Austrália, registra temperatura de 45 ˚C, o recorde mais alto para a cidade.
    - Philipp Etter assumiu o cargo de Presidente Federal Suíço.
    - A lei da Pensão Nacional entrou em vigor na Finlândia.
    - Na proposta da congregação do mosaico, o governo sueco aprova a aceitação de cerca de 1 000 judeus da Alemanha como refugiados em trânsito.
- 1942 — Declaração das Nações Unidas é assinada por vinte e seis nações.
- 1945
  - Segunda Guerra Mundial: em retaliação ao Massacre de Malmedy, as tropas americanas matam 60 prisioneiros de guerra alemães em Chenogne.
  - Segunda Guerra Mundial: a Luftwaffe alemã lança a Operação Bodenplatte, uma tentativa maciça, mas fracassada, de eliminar o poder aéreo aliado no norte da Europa em um único golpe.
- 1946 — Extinção da Força Expedicionária Brasileira (FEB).
- 1949 — O cessar-fogo das Nações Unidas entra em vigor na Caxemira um minuto antes da meia-noite. A guerra entre a Índia e o Paquistão é interrompida.

#### 1951-1999

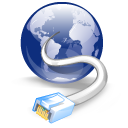
1983: É criada a Internet.

- 1956 — Sudão consegue sua independência do Egito e do Reino Unido.
- 1958 — Criação da Comunidade Econômica Europeia.
- 1959 — Fulgencio Batista, presidente de Cuba, é deposto pelas forças de Fidel Castro durante a Revolução Cubana.
- 1960
  - Camarões consegue sua independência da França e do Reino Unido.
  - O jornal brasileiro Folha de S.Paulo é lançado em substituição à Folha da Manhã.
- 1962 — Samoa Ocidental consegue sua independência da Nova Zelândia; seu nome é alterado para Estado Independente de Samoa Ocidental.
- 1964 — Divisão da Federação da Rodésia e Niassalândia em repúblicas independentes da Zâmbia e do Malawi, e mais a Rodésia, controlada pelos britânicos.
- 1965 — O Partido Democrático do Povo do Afeganistão é fundado em Cabul, Afeganistão.
- 1970 — O começo da Era Unix, às 00:00:00.
- 1973 — Dinamarca, Reino Unido e Irlanda são admitidas na Comunidade Econômica Europeia.
- 1978 — O voo Air India 855, um Boeing 747, cai no mar da Arábia devido a falha dos instrumentos, desorientação espacial e erro do piloto, ao largo da costa de Bombaim, na Índia, matando todas as 213 pessoas a bordo.
- 1979
  - Mato Grosso do Sul passa a ser reconhecido oficialmente como uma unidade federativa do Brasil.
  - Relações diplomáticas formais são estabelecidas entre a China e os Estados Unidos.
- 1980 — Sismo dos Açores provoca a morte de 73 pessoas.
- 1981 — Grécia entra para a Comunidade Econômica Europeia.
- 1982 — Javier Pérez de Cuéllar se torna o primeiro latino-americano a ser secretário-geral das Nações Unidas.
- 1983 — ARPANET oficialmente muda para usar o Protocolo de Internet, criando a Internet.
- 1984 — Brunei torna-se independente do Reino Unido.
- 1986 — Portugal e Espanha aderem à Comunidade Econômica Europeia.
- 1989 — Entra em vigor o Protocolo de Montreal impedindo o uso de produtos químicos que contribuem para o esgotamento da camada de ozônio.
- 1993 — Dissolução da Tchecoslováquia: a Tchecoslováquia é dividida em República Tcheca e Eslováquia.
- 1994
  - Exército Zapatista de Libertação Nacional inicia 12 dias de conflito armado no estado mexicano de Chiapas.
  - Entra em vigor o Tratado Norte-Americano de Livre Comércio (NAFTA).
- 1995
  - Áustria, Finlândia e Suécia entram para a Comunidade Europeia.
  - Entra em vigor a Organização Mundial do Comércio.
  - Detectada a onda Draupner no mar do Norte na Noruega, confirmando a existência dos vagalhões.
  - Toma posse no Brasil o presidente Fernando Henrique Cardoso, naquele que seria seu primeiro mandato.
- 1998 — Após uma reforma monetária, a Rússia começa a circular novos rublos para conter a inflação e promover a confiança.
- 1999
  - Introduzida a moeda do euro em onze Estados-membros da União Europeia (com exceção do Reino Unido, Dinamarca, Grécia e Suécia, posteriormente a Grécia adota o euro).
  - Toma posse no Brasil o presidente Fernando Henrique Cardoso, naquele que seria seu segundo mandato.

### Século XXI

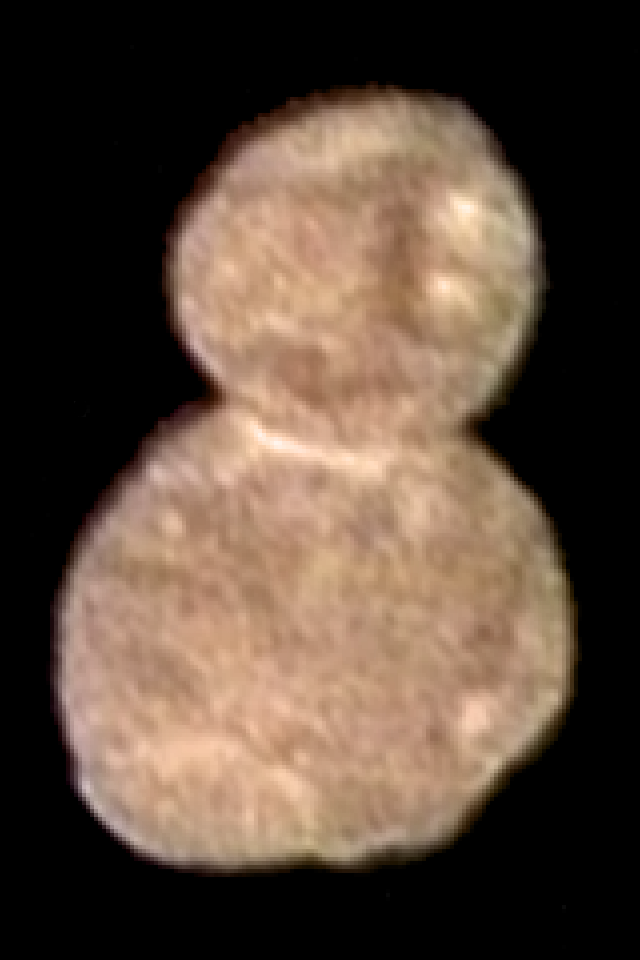
2019: Ultima Thule em cores visto pela New Horizons.

- 2003 — Toma posse no Brasil o presidente Luiz Inácio Lula da Silva, naquele que seria seu primeiro mandato.
- 2007
  - Romênia e Bulgária entram para a Comunidade Europeia.
  - Voo Adam Air 574 desaparece sobre o estreito de Sulawesi, na Indonésia, com 102 pessoas a bordo.
  - Toma posse no Brasil o presidente Luiz Inácio Lula da Silva, naquele que seria seu segundo mandato.
- 2009 — Sessenta e seis pessoas morrem no incêndio do Santika Club em Bangkok, Tailândia.
- 2010 — Entra em vigor o Tratado de Livre Comércio entre Associação de Nações do Sudeste Asiático e China, a zona de livre-comércio mais populosa já criada.
- 2011
  - Uma bomba explode quando cristãos coptas em Alexandria, Egito, iriam fazer a liturgia na igreja por ocasião do ano-novo, matando 23 pessoas e ferindo outras 97.
  - Estônia oficialmente adota o euro e se torna o 17.º país da Zona Euro.
  - Toma posse no Brasil a presidente Dilma Rousseff, naquele que seria seu primeiro mandato. Dilma foi a primeira mulher a ocupar o cargo de presidente da República no Brasil.
- 2015
  - Entra em vigor a União Econômica Eurasiática, criando uma união política e econômica entre a Rússia, a Bielorrússia, a Armênia, o Cazaquistão e o Quirguistão.
  - Toma posse no Brasil a presidente Dilma Rousseff, naquele que seria seu segundo mandato.
- 2016 — Acordo Ortográfico de 1990 entra em vigor no Brasil em caráter definitivo e obrigatório.
- 2017
  - Atentado a uma boate em Istambul, Turquia, durante as celebrações de ano-novo, mata pelo menos 39 pessoas e fere outras 60.
  - António Guterres, engenheiro e político português, é oficialmente eleito secretário-geral das Nações Unidas.
- 2019
  - A sonda espacial New Horizons, da NASA, sobrevoa com sucesso o objeto transnetuniano Ultima Thule.
  - Toma posse no Brasil o presidente Jair Bolsonaro, o primeiro presidente brasileiro a não conseguir se reeleger.
- 2020 — Pelo menos 66 pessoas morrem e mais de 397 mil são deslocadas devido à inundações repentinas em Jacarta, capital da Indonésia.
- 2021 — Entra em vigor a Zona de Comércio Livre Continental Africana.
- 2022 — A Parceria Regional Econômica Abrangente, a maior área de livre comércio do mundo, entra em vigor nos seguintes países: Austrália, Brunei, Camboja, China, Japão, Laos, Nova Zelândia, Singapura, Tailândia e Vietnã.[2]
- 2023
  - Toma posse no Brasil o presidente Luiz Inácio Lula da Silva, naquele que seria seu terceiro mandato.
  - Croácia junta-se à Zona Euro e ao Espaço Schengen.
- 2024 — Um terremoto de magnitude 7,5 atinge a prefeitura de Ishikawa, no litoral do Mar do Japão, causando mais de 120 mortos, 600 feridos.
- 2025 — Um atentado durante as celebrações de Ano-Novo em Nova Orleans, Estados Unidos, deixa pelo menos 11 pessoas mortas.

## Nascimentos

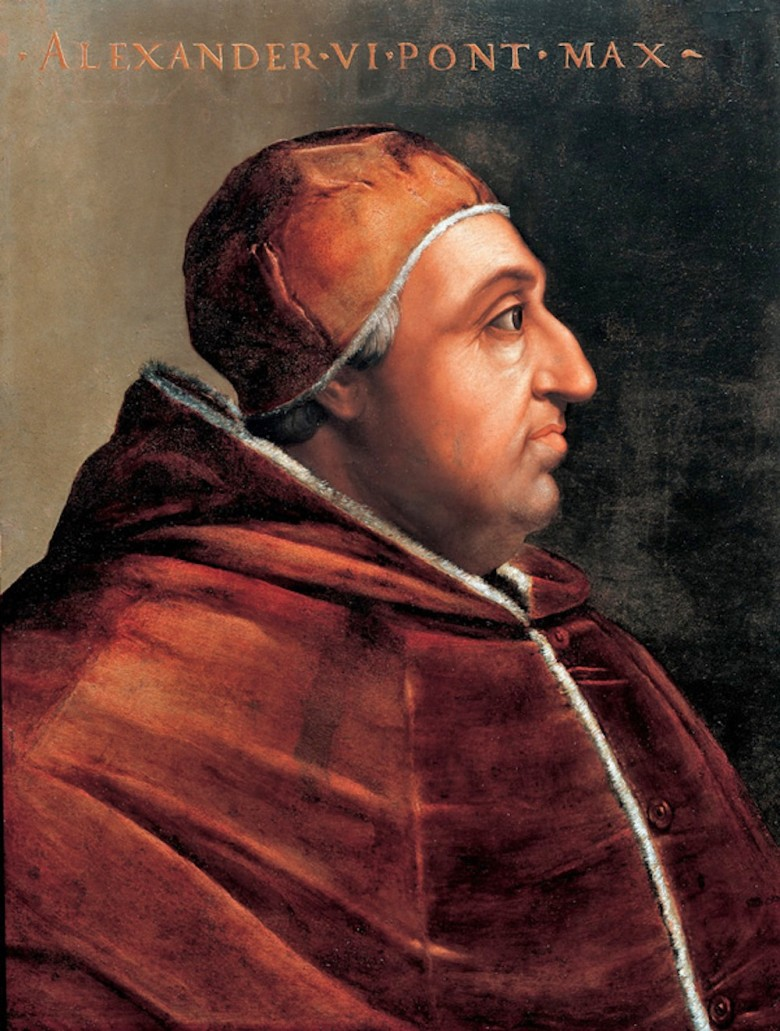
Papa Alexandre VI

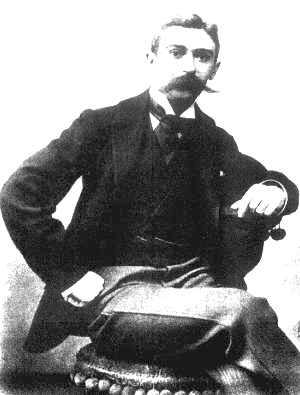
Pierre de Coubertin

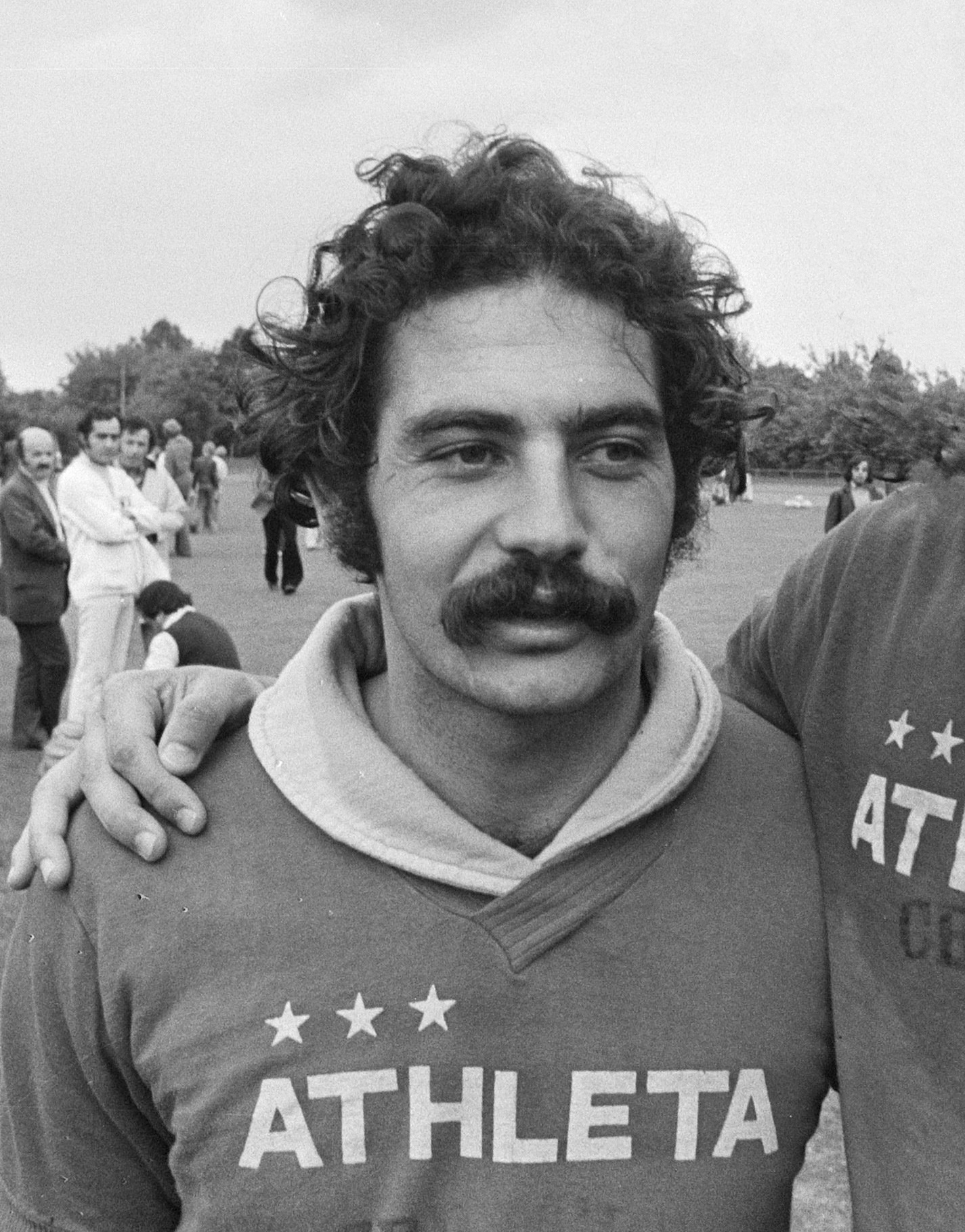
Roberto Rivellino

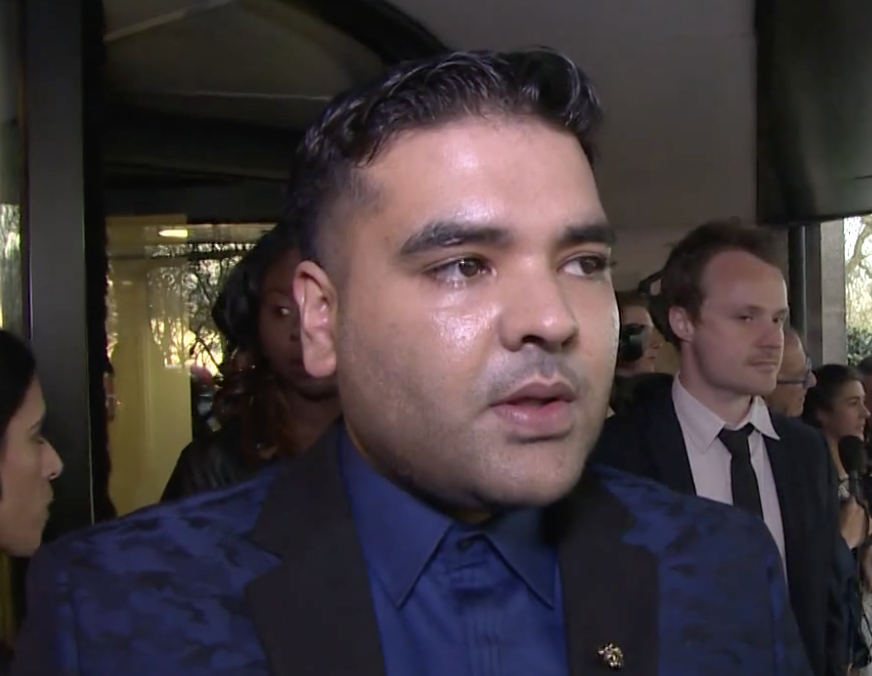
Naughty Boy

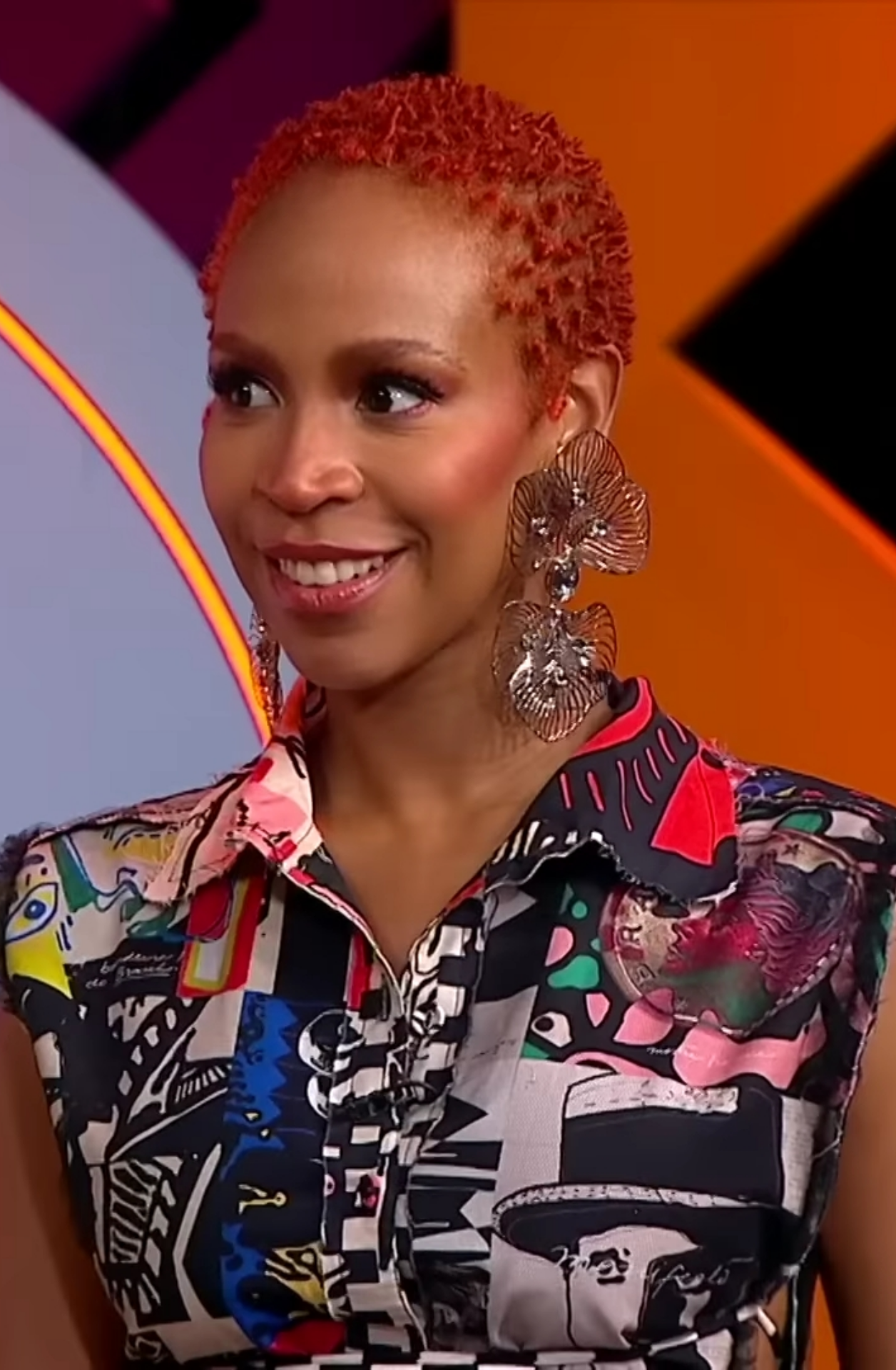
Karol Conká

### Anteriores ao século XIX
- 0870 — Zuentiboldo, rei da Lotaríngia (m. 900).
- 1431 — Papa Alexandre VI (m. 1503).
- 1449 — Lourenço de Médici, estadista italiano (m. 1492).
- 1467 — Sigismundo I da Polônia (m. 1548).
- 1484 — Ulrico Zuínglio, teólogo suíço (m. 1531).
- 1507 — Ana de Brandemburgo, Duquesa de Meclemburgo (m. 1567).
- 1511 — Henrique, Duque da Cornualha, nobre inglês (m. 1511).
- 1516 — Margarida Leijonhufvud, rainha consorte da Suécia (m. 1551).
- 1557 — Estêvão Bocskai, príncipe da Transilvânia (m. 1606).
- 1638 — Go-Sai imperador japonês (m. 1685).
- 1655 — Christian Thomasius, jurista e filósofo alemão (m. 1728).
- 1735 — Paul Revere, artesão, ourives e industrialista estadunidense (m. 1818).
- 1747 — Manuel de Almeida de Carvalho, bispo católico português (m. 1818).
- 1752 — Betsy Ross, costureira estadunidense (m. 1836).
- 1766 — Antoine-Vincent Arnault, político, poeta, dramaturgo e fabulista francês (m. 1834).
- 1768 — Maria Edgeworth, escritora anglo-irlandesa (m. 1849).
- 1769 — Marie Louise Lachapelle, obstetra francesa (m. 1821).
- 1774 — André Marie Constant Duméril, zoólogo e acadêmico francês (m. 1860).

### Século XIX
- 1804 — James Fannin, político estadunidense (m. 1836).
- 1806 — Lionel Kieseritzky, jogador de xadrez estoniano-francês (m. 1853).
- 1813 — George Bliss, político estadunidense (m. 1868).
- 1814 — Hong Xiuquan, revolucionário religioso chinês (m. 1864).
- 1819 — Arthur Hugh Clough, poeta britânico (m. 1861).
- 1823 — Sándor Petőfi, poeta e ativista húngaro (m. 1849).
- 1830 — Leonard Woolsey Bacon, clérigo estadunidense (m. 1907).
- 1839 — Ouida, escritora e ativista anglo-italiana (m. 1908).
- 1846 — Léon Denis, filósofo e escritor espírita francês (m. 1927).
- 1852 — Eugène-Anatole Demarçay, químico e acadêmico francês (m. 1904).
- 1854 — James Frazer, antropólogo e acadêmico britânico (m. 1941).
- 1859
  - Henrique Pousão, pintor português (m. 1884).
  - Michael Joseph Owens, inventor estadunidense (m. 1923).
  - Thibaw Min, rei birmanês (m. 1916).
- 1860 — Michele Lega, cardeal italiano (m. 1935).
- 1863 — Pierre de Coubertin, historiador e educador francês (m. 1937).
- 1864
  - Alfred Stieglitz, fotógrafo e curador estadunidense (m. 1946).
  - Qi Baishi, pintor chinês (m. 1957).
- 1867 — Jeanne Lanvin, estilista francesa (m. 1946).
- 1873 — Mariano Azuela, poeta mexicano (m. 1952).
- 1874 — Gustave Whitehead, aviador e engenheiro teuto-estadunidense (m. 1927).
- 1878 — Agner Krarup Erlang, matemático, estatístico e engenheiro dinamarquês (m. 1929).
- 1879
  - E. M. Forster, escritor e dramaturgo britânico (m. 1970).
  - William Fox, roteirista e produtor húngaro-estadunidense (m. 1952).
  - Petar Živković, político e militar sérvio (m. 1947).
- 1880 — Ludwig Opel, jurista e empresário alemão (m. 1916).
- 1881 — Vajiravudh, rei tailandês (m. 1925).
- 1887 — Wilhelm Canaris, almirante alemão (m. 1945).
- 1888
  - John Garand, engenheiro canadense-estadunidense (m. 1974).
  - Ludwig Rex, ator alemão (m. 1979).
- 1891 — Charles Bickford, ator estadunidense (m. 1967).
- 1892 — Manuel Roxas, político filipino (m. 1948).
- 1894 — Satyendra Nath Bose, físico e matemático indiano (m. 1974).
- 1895 — J. Edgar Hoover, policial estadunidense (m. 1972).
- 1900
  - Xavier Cugat, cantor, compositor e ator hispano-estadunidense (m. 1990).
  - Hub van Doorne, empresário e inventor neerlandês (m. 1979).
  - Chiune Sugihara, diplomata japonês (m. 1986).

### Século XX

#### 1901–1950
- 1905 — Stanisław Mazur, matemático e teórico ucraniano-polonês (m. 1981).
- 1909
  - Dana Andrews, ator estadunidense (m. 1992).
  - Arthur Machado, futebolista brasileiro (m. 1997).
  - Stepan Bandera, líder nacionalista ucraniano (m. 1959).
- 1910 — José Augusto Brandão, futebolista brasileiro (m. 1989).
- 1911
  - Basil Dearden, diretor, produtor e roteirista britânico (m. 1971).
  - Hank Greenberg, jogador de beisebol estadunidense (m. 1986).
- 1912
  - Boris Gnedenko, matemático e historiador russo (m. 1995).
  - Kim Philby, espião britânico (m. 1988).
  - João Amazonas, político, teórico marxista e líder guerrilheiro brasileiro (m. 2002).
- 1914 — Noor Inayat Khan, agente secreta britânica (m. 1944).
- 1917 — David Nasser, compositor e jornalista brasileiro (m. 1980).
- 1919
  - Rocky Graziano, pugilista e ator estadunidense (m. 1990).
  - Carole Landis, atriz estadunidense (m. 1948).
  - J. D. Salinger, escritor estadunidense (m. 2010).
- 1920
  - Osvaldo Cavandoli, cartunista italiano (m. 2007).
  - Alfredo dos Santos, futebolista brasileiro (m. 1997).
- 1921
  - César Baldaccini, escultor e acadêmico francês (m. 1998).
  - António Sousa Freitas, poeta português (m. 2004).
- 1923
  - Valentina Cortese, atriz italiana (m. 2019).
  - Ousmane Sembène, cineasta e escritor senegalês (m. 2007).
  - Milt Jackson, vibrafonista estadunidense (m. 1999).
- 1924
  - Francisco Macías Nguema, político guineense (m. 1979).
  - Arthur Danto, filósofo e crítico de arte estadunidense (m. 2013).
- 1926
  - Kazys Petkevičius, jogador e treinador de basquete lituano (m. 2008).
  - Maria Della Costa, atriz brasileira (m. 2015).
- 1927
  - Maurice Béjart, dançarino, coreógrafo e diretor franco-suíço (m. 2007).
  - Vernon Smith, economista e acadêmico estadunidense.
  - Antônio Carlos Pires, ator e humorista brasileiro (m. 2005).
- 1928
  - Ernest Tidyman, escritor e roteirista estadunidense (m. 1984).
  - Gerhard Weinberg, historiador, escritor e acadêmico teuto-estadunidense.
- 1929 — Haruo Nakajima, ator japonês (m. 2017).
- 1930
  - Yaffar al Numeiry, político egípcio-sudanês (m. 2009).
  - Frederick Wiseman, diretor e produtor de cinema estadunidense.
- 1931 — Gianuário Carta, político italiano (m. 2017).
- 1934 — Lakhdar Brahimi, político argelino.
- 1935 — Chico Feitosa, músico brasileiro (m. 2004).
- 1936
  - Álvaro Barreto, político português (m. 2020).
  - Emiliano Queiroz, ator brasileiro (m. 2024).
- 1938
  - Carlo Franchi, automobilista italiano (m. 2021).
  - Frank Langella, ator estadunidense.
- 1939
  - Phil Read, motociclista e empresário britânico (m. 2022).
  - Ali Mahdi Muhammad, político somali (m. 2021).
- 1940 — Earl Sinks, cantor e compositor estadunidense (m. 2017).
- 1941 — Ronald Barnes, tenista brasileiro (m. 2002).
- 1942
  - Country Joe McDonald, cantor, compositor e guitarrista estadunidense.
  - Alassane Ouattara, economista e político costa-marfinense.
  - Gennadi Sarafanov, aviador e cosmonauta russo (m. 2005).
- 1943
  - Don Novello, comediante, roteirista e produtor estadunidense.
  - Mohamed Mahmoud Ould Louly, militar e político mauritano (m. 2019).
  - Tony Knowles, político estadunidense.
  - Stanley Kamel, ator estadunidense (m. 2008).
- 1944
  - Omar al-Bashir, marechal-de-campo e político sudanês.
  - Zafarullah Khan Jamali, jogador de hóquei em campo e político paquistanês (m. 2020).
  - Wolfgang Wildgen, linguista alemão (m. 2024).
- 1945
  - Jacky Ickx, ex-automobilista belga.
  - Moncho Monsalve, treinador de basquete espanhol.
  - Zoltán Varga, futebolista e treinador de futebol húngaro (m. 2010).
- 1946
  - Roberto Rivellino, ex-futebolista brasileiro.
  - Milena Canonero, figurinista italiana.
  - Tatyana Zhuk, ex-patinadora artística russa.
  - Takão, treinador de futsal brasileiro.
  - John Njue, cardeal queniano.
- 1947
  - Jon Corzine, político estadunidense.
  - F. R. David, cantor, compositor e músico francês.
  - Miriam Batucada, cantora brasileira (m. 1994).
  - Kakhi Asatiani, futebolista e treinador de futebol georgiano (m. 2002).
- 1948
  - Devlet Bahçeli, economista, acadêmico e político turco.
  - Dick Quax, atleta e político neozelandês (m. 2018).
  - Augustinho Záccaro, maestro brasileiro (m. 2003).
  - Pavel Grachev, general e político russo (m. 2012).
  - David Christie, cantor e compositor francês (m. 1997).
- 1950 — Zsigmond Villányi, pentatleta húngaro (m. 1995).

#### 1951–2000
- 1951 — Hans-Joachim Stuck, ex-automobilista alemão.
- 1952
  - Bernardo Jablonski, ator, diretor teatral, escritor, crítico e roteirista brasileiro (m. 2011).
  - Jean-Paul Akono, ex-futebolista e treinador de futebol camaronês.
  - Hamad bin Khalifa, emir catari.
- 1953
  - Gary E. Johnson, empresário e político estadunidense.
  - Afonso Dhlakama, militar e político moçambicano (m. 2018).
- 1954
  - Robert Menendez, político estadunidense.
  - Djimrangar Dadnadji, político chadiano (m. 2019).
- 1956
  - Sergei Avdeyev, engenheiro e astronauta russo.
  - Christine Lagarde, política e advogada francesa.
  - Andy Gill, guitarrista e produtor musical britânico (m. 2020).
- 1957
  - Karen Pence, professora e pintora estadunidense.
  - Evangelos Venizelos, advogado e político grego.
  - Kalzeubet Pahimi Deubet, político e economista chadiano.
  - Ramaz Shengelia, futebolista georgiano (m. 2012).
  - Gary Barber, produtor de cinema sul-africano.
- 1958
  - Grandmaster Flash, rapper e DJ barbadense.
  - Vadim Yevtushenko, ex-futebolista e treinador de futebol ucraniano.
  - Eduardo Dussek, compositor, cantor e ator brasileiro.
  - Nardela, ex-futebolista brasileiro.
  - Mohamed Magassouba, treinador de futebol malinês.
- 1959
  - Abdul Ahad Mohmand, coronel, aviador e astronauta afegão.
  - Azali Assoumani, político e militar comorense.
  - Panagiotis Giannakis, ex-jogador e treinador de basquete grego.
- 1960
  - Michael Seibert, ex-patinador artístico estadunidense.
  - Luis Gabelo Conejo, ex-futebolista costarriquenho.
  - Masaaki Yanagishita, treinador de futebol japonês.
- 1961
  - Viktor Pasulko, treinador de futebol e ex-futebolista ucraniano.
  - Rita Camata, política e jornalista brasileira.
  - Vyacheslav Sukristov, ex-futebolista lituano.
- 1962 — Ricky Harris, ator, produtor, dublador e comediante estadunidense (m. 2016).
- 1963
  - Jean-Marc Gounon, ex-automobilista francês.
  - Lina Kačiušytė, ex-nadadora lituana.
  - Alberigo Evani, ex-futebolista e treinador de futebol italiano.
  - Dražen Ladić, ex-futebolista croata.
- 1964 — Dedee Pfeiffer, atriz estadunidense.
- 1966 — Tihomir Orešković, empresário croata-canadense.
- 1967
  - Spencer Tunick, fotógrafo estadunidense.
  - Marcelo Barticciotto, ex-futebolista argentino.
  - Ihor Pavlyuk, escritor ucraniano.
- 1968 — Davor Šuker, ex-futebolista e dirigente esportivo croata.
- 1969
  - Viola, ex-futebolista brasileiro.
  - Verne Troyer, ator estadunidense (m. 2018).
  - Mr. Lawrence, ator, roteirista e dublador estadunidense.
- 1970
  - Sergey Kiryakov, ex-futebolista e técnico de futebol russo.
  - João Miguel, ator, roteirista e diretor brasileiro.
  - Anselmo Robbiati, ex-futebolista e treinador de futebol italiano.
- 1971
  - Sandro Alfaro, ex-futebolista costarriquenho.
  - Marcela Walerstein, atriz venezuelana.
- 1972
  - Gabriela Alves, atriz e cantora brasileira.
  - Lilian Thuram, ex-futebolista francês.
  - Micaela Nevárez, atriz porto-riquenha.
- 1973
  - Shelda Bedê, ex-jogadora de vôlei de praia brasileira.
  - Jimi Mistry, ator britânico.
- 1974
  - Mehdi Ben Slimane, ex-futebolista tunisiano.
  - Madeleine Peyroux, cantora estadunidense.
- 1975
  - Chris Anstey, ex-jogador e treinador de basquete australiano.
  - Joe Cannon, ex-jogador de futebol americano e comentarista esportivo estadunidense.
  - Eiichiro Oda, mangaká japonês.
- 1976
  - Marko Topić, ex-futebolista bósnio.
  - Mustafa Doğan, ex-futebolista alemão.
- 1977
  - Hasan Salihamidžić, ex-futebolista e dirigente esportivo bósnio.
  - Yann Gonzalez, jornalista e cineasta francês.
  - Leoš Friedl, ex-tenista tcheco.
- 1978 — Xavier Samin, ex-futebolista taitiano.
- 1979
  - Vidya Balan, atriz indiana.
  - Gift Kampamba, futebolista zambiano.
- 1980
  - Juan de Dios Pérez, ex-futebolista panamenho.
  - Richie Faulkner, guitarrista britânico.
- 1981
  - Jonas Armstrong, ator irlandês.
  - Zsolt Baumgartner, ex-automobilista húngaro.
  - Mladen Petrić, ex-futebolista croata.
  - Oscar Miñambres, ex-futebolista espanhol.
  - Yacine Abdessadki, ex-futebolista marroquino.
- 1982
  - David Nalbandian, ex-tenista e piloto de ralis argentino.
  - João Carlos Pinto Chaves, ex-futebolista brasileiro.
  - Benoît Angbwa, ex-futebolista camaronês.
  - Egidio Arévalo, ex-futebolista uruguaio.
- 1983
  - Melaine Walker, atleta jamaicana.
  - Park Sung-Hyun, arqueira sul-coreana.
  - Daniel Jarque, futebolista espanhol (m. 2009).
- 1984
  - Paolo Guerrero, futebolista peruano.
  - Rubens Sambueza, ex-futebolista argentino.
  - Mahamat Déby Itno, político e militar chadiano.
  - Christian Eigler, ex-futebolista alemão.
- 1985
  - Steven Davis, futebolista britânico.
  - Tiago Splitter, ex-jogador e treinador de basquete brasileiro.
  - Naughty Boy, DJ e produtor musical britânico
- 1986
  - Davies Nkausu, futebolista zambiano.
  - Marat Bikmaev, futebolista uzbeque.
  - Colin Morgan, ator britânico.
  - Pablo Cuevas, ex-tenista uruguaio.
  - Karol Conká, cantora brasileira.
- 1987
  - Meryl Davis, patinadora artística estadunidense.
  - Ben Alnwick, ex-futebolista britânico.
  - Nana Dzagnidze, enxadrista georgiana.
- 1988
  - Assimiou Touré, ex-futebolista togolês.
  - Fernando Uribe, futebolista colombiano.
  - Aliya Garayeva, ex-ginasta azeri.
  - Kendall Waston, futebolista costarriquenho.
- 1989
  - Jason Pierre-Paul, jogador de futebol americano estadunidense.
  - Zouhair Feddal, futebolista marroquino.
  - Andrew Simpson, ator irlandês.
  - Stefan Reinartz, ex-futebolista alemão.
- 1990
  - Julia Glushko, ex-tenista israelense.
  - Juan Sánchez Miño, futebolista argentino.
  - Zita Hanrot, atriz francesa.
- 1991
  - Abdoulaye Ba, futebolista senegalês.
  - Peter Burling, velejador neozelandês.
- 1992
  - He Kexin, ginasta chinesa.
  - Shane Duffy, futebolista britânico.
  - Graciele Herrmann, nadadora brasileira.
  - René Binder, automobilista austríaco.
  - Jack Wilshere, ex-futebolista britânico.
- 1993
  - Sifan Hassan, meio-fundista etíope.
  - Hérica Tibúrcio, lutadora brasileira de artes marciais mistas.
- 1994
  - Sheyla Gutiérrez, ciclista espanhola.
  - Issiaga Sylla, futebolista guineano.
- 1995 — Sardar Azmoun, futebolista iraniano.
- 1996
  - Andreas Pereira, futebolista brasileiro.
  - Yaya Banhoro, futebolista burquinês.
  - Joseph Areruya, ciclista ruandês.
- 1997
  - Chidozie Awaziem, futebolista nigeriano.
  - Abdalelah Haroun, velocista qatari (m. 2021).
  - Chloé Dygert, ciclista estadunidense.
  - Gonzalo Montiel, futebolista argentino.
  - Nathaniel Coleman, escalador esportivo estadunidense.
  - Kevin Knight, wrestler norte-americano.
- 1998
  - Cristina Bucșa, tenista hispano-moldávia.
  - Giulia Gayoso, atriz brasileira.
- 1999 — Gianluca Scamacca, futebolista italiano.
- 2000 — Ice Spice, rapper estadunidense.

### Século XXI
- 2001 — Angourie Rice, atriz australiana.
- 2002
  - Simon Adingra, futebolista marfinense.
  - Tusse, cantor sueco-congolês.
- 2004 — Giovani Henrique Amorim da Silva, futebolista brasileiro.
- 2005 — Alzain Tareq, nadadora barenita.

## Mortes

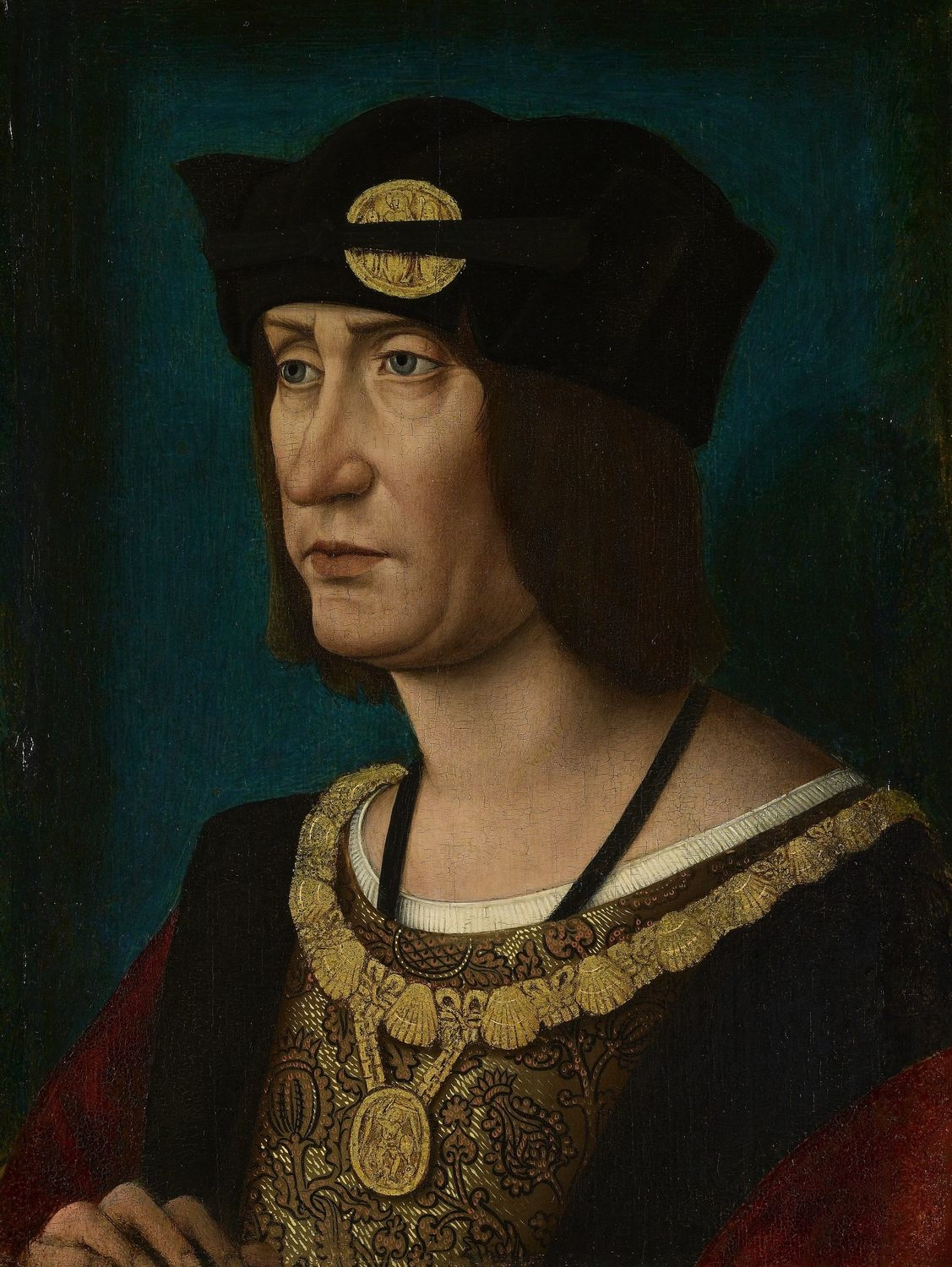
Luís XII

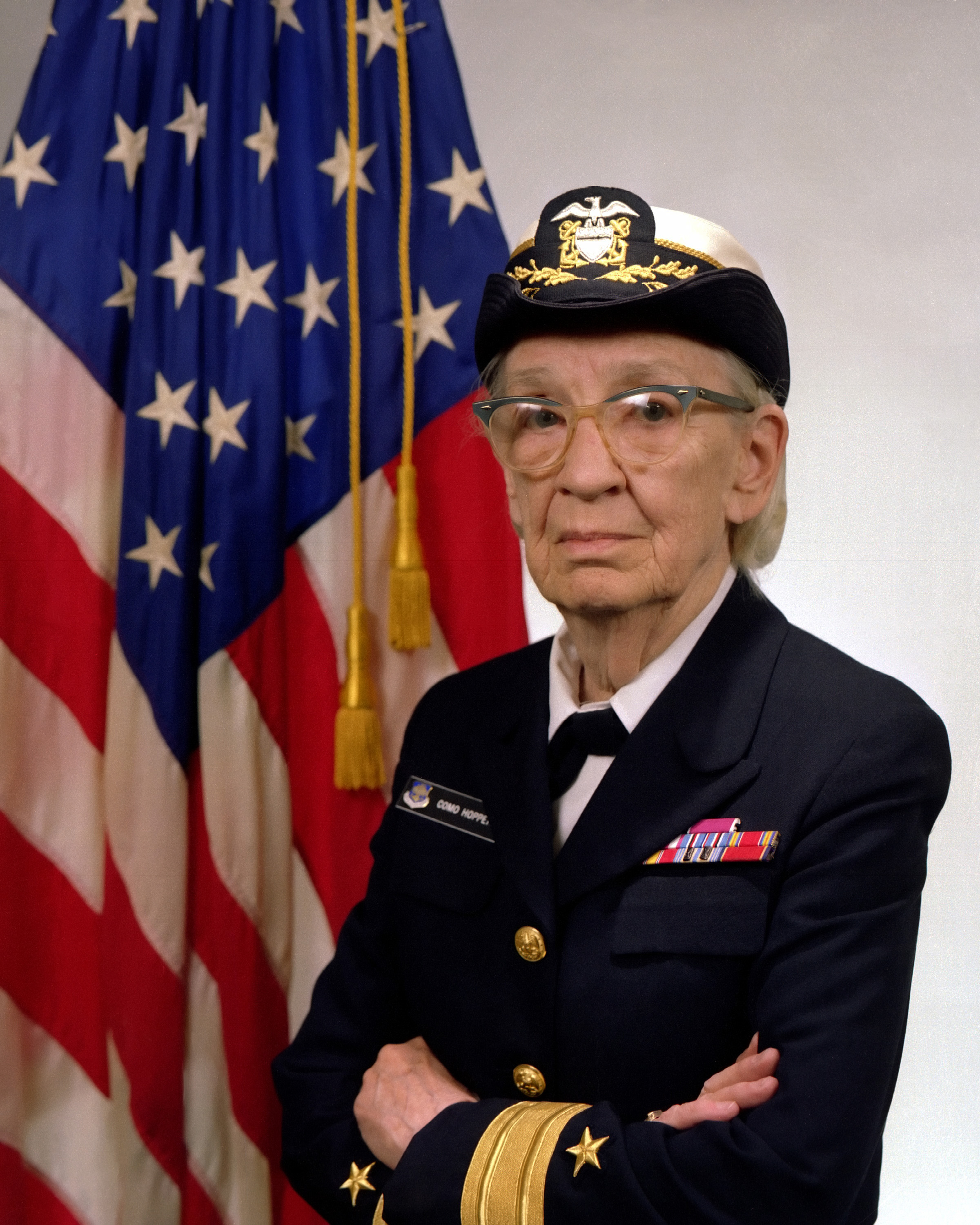
Grace Hopper

### Anteriores ao século XIX
- 0138 — Lúcio Élio, herdeiro do imperador romano Adriano (n. 101).
- 0404 — Telêmaco, mártir e santo romano (n. ?).
- 0837 — Pedro de Atroa, abade e santo bizantino (n. 773).
- 0898 — Eudo de França, rei dos Francos (n. 852).
- 0951 — Ramiro II, rei de Leão e Galiza (n. ?).
- 0962 — Balduíno III da Flandres (n. 940).
- 1031 — Guilherme de Volpiano, reformador litúrgico italiano (n. 962).
- 1204 — Haakon III, rei da Noruega (n. 1170).
- 1387 — Carlos II, rei de Navarra (n. 1332).
- 1496 — Carlos de Orleães, conde de Angolema (n. 1459).
- 1515 — Luís XII, rei da França (n. 1462).
- 1559 — Cristiano III, rei da Dinamarca (n. 1502).
- 1560 — Joachim du Bellay, poeta e crítico francês (n. 1522).
- 1617 — Hendrik Goltzius, pintor, desenhista e gravurista neerlandês (n. 1558).
- 1682 — Jacob Kettler, duque alemão báltico (n. 1610).
- 1688 — Salvador Correia de Sá e Benevides, militar e político português (n. 1602).
- 1697 — Filippo Baldinucci, historiador e escritor florentino (n. 1625).
- 1702 — Yair Bacharach, rabino alemão (n. 1639).
- 1748 — Johann Bernoulli, matemático e acadêmico suíço (n. 1667).
- 1780 — Johann Ludwig Krebs, organista e compositor alemão (n. 1713).
- 1782 — Johann Christian Bach, compositor alemão (n. 1735).
- 1787 — José Anastácio da Cunha, militar e matemático português (n. 1744).
- 1793 — Francesco Guardi, pintor e educador italiano (n. 1712).

### Século XIX
- 1817 — Martin Heinrich Klaproth, químico e acadêmico alemão (n. 1743).
- 1862 — Mikhail Ostrogradski, matemático e físico ucraniano (n. 1801).
- 1881 — Louis Auguste Blanqui, socialista e ativista político francês (n. 1805).
- 1892 — Roswell B. Mason, político estadunidense (n. 1805).
- 1894 — Heinrich Hertz, físico e acadêmico alemão (n. 1857).
- 1896 — Alfred Ely Beach, inventor estadunidense (n. 1826).
- 1897 — Adolfo Caminha, escritor brasileiro (n. 1867).

### Século XX
- 1921 — Theobald von Bethmann-Hollweg, político alemão (n. 1856).
- 1931 — Martinus Beijerinck, microbiologista e botânico neerlandês (n. 1851).
- 1937 — Bhaktisiddhanta Sarasvati, guru e reformador espiritual indiano (n. 1874).
- 1943 — Arthur Ruppin, filósofo e político natural alemão (n. 1876).
- 1944 — Edwin Lutyens, arquiteto britânico (n. 1869).
- 1946 — Ugo Ojetti, escritor e jornalista italiano (n. 1871).
- 1953 — Hank Williams, cantor e compositor estadunidense (n. 1923).
- 1954
  - Duff Cooper, diplomata e escritor britânico (n. 1890).
  - Leonard Bacon, poeta, tradutor e crítico literário estadunidense (n. 1887).
- 1960 — Margaret Sullavan, atriz estadunidense (n. 1909).
- 1965 — Ludwig Wrede, patinador artístico austríaco (n. 1894).
- 1966 — Vincent Auriol, político francês (n. 1884).
- 1972 — Maurice Chevalier, ator, cantor e humorista francês (n. 1888).
- 1980 — Pietro Sandro Nenni, político italiano (n. 1891).
- 1982 — Victor Buono, ator e comediante estadunidense (n. 1938).
- 1985 — Alice B. Russell, atriz estadunidense (n. 1889).
- 1992 — Grace Hopper, almirante e analista de sistemas estadunidense (n. 1906).
- 1994 — Cesar Romero, ator estadunidense (n. 1907).
- 1995 — Eugene Wigner, físico húngaro (n. 1902).
- 1996
  - Arleigh Burke, almirante estadunidense (n. 1901).
  - Arthur Rudolph, engenheiro alemão (n. 1906).
- 1998 — Helen Wills Moody, tenista estadunidense (n. 1905).
- 2000
  - Marcantônio Vilaça, artista plástico brasileiro (n. 1962).
  - Domingo Roa Pérez, prelado venezuelano	(n. 1915).
  - Elói Correia Abreu, político	português (n. 1917).

### Século XXI
- 2001 — Ray Walston, ator estadunidense (n. 1914).
- 2003 — Joe Foss, militar, aviador e político estadunidense (n. 1915).
- 2005
  - Shirley Chisholm, educadora e política estadunidense (n. 1924).
  - Eugene J. Martin, pintor estadunidense (n. 1938).
- 2006 — Mapita Cortés, atriz mexicana (n. 1939).
- 2007
  - Roland Levinsky, bioquímico e acadêmico anglo-sul-africano (n. 1943).
  - Albert Isaac Bezzerides, novelista e roteirista estadunidense (n. 1908).
  - Del Reeves, cantor estadunidense (n. 1932).
  - Eleonore Schoenfeld, violoncelista eslovena (n. 1926).
  - José Sousa Ramos, matemático português (n. 1948).
  - Tillie Olsen, escritora estadunidense (n. 1912).
- 2008
  - Lucas Sang, maratonista queniano (n. 1961).
  - Peter Caffrey, ator irlandês (n. 1949).
- 2009
  - Helen Suzman, ativista sul-africana (n. 1917).
  - Nizar Rayan, líder palestino (n. 1959).
- 2010
  - Freya von Moltke, militante antinazista alemã (n. 1911).
  - John Freeman, desenhista estadunidense (n. 1916).
  - Lhasa de Sela, cantora estadunidense (n. 1972).
  - Tetsuo Narikawa, ator japonês (n. 1944).
- 2011
  - Flemming Jørgensen, cantor e ator dinamarquês (n. 1947).
  - Louise Reiss, médica estadunidense (n. 1920).
  - Paulo Lowndes Marques, político português (n. 1941).
- 2012
  - Carlos Soria, político argentino (n. 1949).
  - Carlos Valadares, jornalista, narrador esportivo e apresentador brasileiro (n. 1946).
  - Nina Miranda, cantora e compositora uruguaia (n. 1925).
- 2013 — Patti Page, cantora estadunidense (n. 1927).
- 2014
  - Higashifushimi Kunihide, monge e educador japonês (n. 1910).
  - Juanita Moore, atriz estadunidense (n. 1914).
  - Josep Seguer, futebolista e treinador espanhol (n. 1923).
- 2015
  - Mario Cuomo, advogado e político estadunidense (n. 1932).
  - Boris Morukov, médico e cosmonauta russo (n. 1950).
  - Ulrich Beck, sociólogo alemão (n. 1944).
- 2016
  - Fazu Aliyeva, poetisa e jornalista russa (n. 1932).
  - Vilmos Zsigmond, diretor de fotografia e produtor húngaro-estadunidense (n. 1930).
- 2017 — Derek Parfit, filósofo britânico (n. 1942).
- 2020
  - David Stern, advogado e empresário estadunidense (n. 1942).
  - Elmira Minita Gordon, educadora e psicóloga belizenha (n. 1930).
  - Don Larsen, jogador de beisebol estadunidense (n. 1929).
- 2021 — Carlos do Carmo, fadista português (n. 1939).
- 2022 — Dan Reeves, jogador e treinador de futebol estadunidense (n. 1944).
- 2025 — David Lodge, escritor e crítico britânico (n. 1935).

## Feriados e eventos cíclicos
- Dia da Fraternidade Universal
- Dia Mundial da Paz

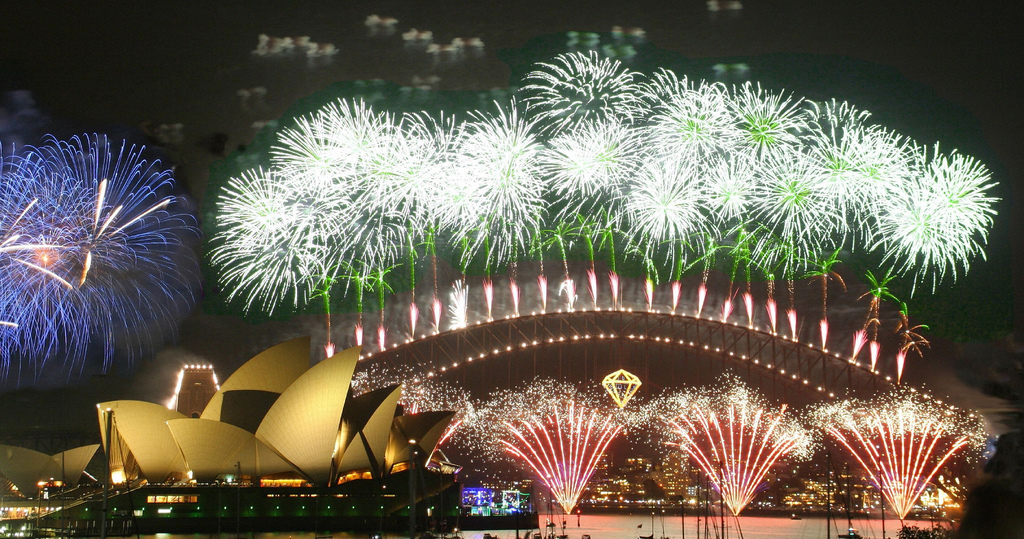
Dia de Ano-novo. Na foto, a cidade de Sydney

- Dia de Ano-novo (nos países que adotam o calendário gregoriano)
- Dia do domínio público

### Brasil
- Dia da posse dos cargos eletivos do Poder Executivo do Brasil. Nos anos ímpares, tomam posse nesta data o presidente da república, os governadores e os prefeitos, para um mandato que possui uma duração de quatro anos. Neste dia, também tomam posse juntamente com os mandatários do poder executivo, os seus respectivos ministros (no nível federal) e secretários (nos níveis estadual, distrital e municipal)
- Dia Nacional do Município

### Suíça
- Toma posse o presidente da Suíça para mandato de um ano

### Cristianismo
- Adelardo de Corbie
- Basílio de Cesareia
- Circuncisão de Jesus
- Emília de Cesareia
- Fulgêncio de Ruspe
- José Maria Tomasi
- Santa Maria, Mãe de Deus
- Telêmaco de Roma
- Zygmunt Gorazdowski

## Outros calendários
- No calendário romano era o dia das calendas de janeiro.
- Júlio César determinou que passasse a ser o primeiro dia do ano quando fez a reforma do calendário que entrou em vigor neste dia do ano 45 a.C.. Anteriormente o ano tinha início nas calendas de março, o dia 1 de março.
- No calendário litúrgico tem a letra dominical A para o dia da semana.
- No calendário gregoriano a epacta do dia é *.